# Microprotus caecus
Microprotus caecus är en kräftdjursart som beskrevs av Richardson1909. Microprotus caecus ingår i släktet Microprotus och familjen Munnopsidae. Inga underarter finns listade i Catalogue of Life.